# Vasto
Vasto är en stad och kommun i provinsen Chieti, i regionen Abruzzo i södra Italien. Kommunen hade 41 489 invånare (2018) och gränsar till kommunerna Casalbordino, Cupello, Monteodorisio, Pollutri och San Salvo. Staden är även känd under namnen Ἱστόνιον (grekiska), Histonium, Istonium, and Histonios (latin) och Guastaymonis, Il Vasto, samt Il Vasto d'Ammone (italienska).
Enligt legender skulle staden Vasto vara grundad av den grekiska hjälten Diomedes. Arkeologiska lämningar visar att området har varit befolkat minst sedan 1300 f.Kr..
Histonium var en av frentanernas viktigaste städer och den blev senare en municipium. Såväl samtida källor som arkeologiska lämningar tyder på att det var en välmående stad med offentliga inrättningar såsom teater och bad och utsmyckningar såsom mosaiker och statyer. Detta har använts som bevis för att staden varit frentanernas huvudstad. Staden har plundrats av, i tur och ordning, goter, lombarder, franker och araber men tycks ha legat kvar på samma ställe sedan antiken och aldrig flyttats, till skillnad från flera andra städer. De stadsmurar som än idag kan ses byggdes på 1400-talet.